# Fang Lizhi
Fang Lizhi (ur. 12 lutego 1936 w Pekinie, zm. 6 kwietnia 2012 w Tucson) – chiński naukowiec, profesor astrofizyki, dysydent nazywany chińskim Sacharowem.

## Życiorys
W 1956 ukończył studia na Uniwersytecie Pekińskim i podjął pracę w Instytucie Badań Fizycznych Chińskiej Akademii Nauk. Podczas kampanii przeciwko prawicowcom w 1957 publicznie potępiono go za domaganie się reformy systemu edukacji i stwierdzenie, że marksistowski pogląd na fizykę jest nienaukowy. Był współzałożycielem powołanego w 1958 Uniwersytetu Naukowo-Technicznego w Pekinie, gdzie wykładał fizykę laserową i mechanikę kwantową. Po rozpoczęciu w 1966 rewolucji kulturalnej został odsunięty od pracy naukowej i zesłany na roczną reedukację przez pracę na wsi. W tym czasie zainteresował się kosmologią. Choć w 1969 pozwolono mu na powrót do pracy naukowej, do końca rewolucji kulturalnej musiał publikować pod pseudonimem.
Po śmierci Mao Zedonga i objęciu władzy przez Deng Xiaopinga wrócił do pełnej działalności naukowej, stając się uznanym w Chinach i za granicą autorytetem w dziedzinie astrofizyki. W 1984 mianowano go prorektorem Chińskiego Uniwersytetu Naukowo-Technicznego. W tym okresie zaangażował się również w działalność ruchu demokratycznego. W 1987 został z tego powodu pozbawiony katedry, zwolniony z uczelni i wyrzucony z KPCh. W styczniu 1989 wystosował list do Deng Xiaopinga, w którym domagał się uwolnienia więźniów politycznych, w tym Wei Jingshenga. Brał udział w protestach na placu Tian’anmen. 5 czerwca 1989, tuż po ich siłowym stłumieniu, ukrył się wraz z żoną na terenie ambasady amerykańskiej. W tym samym roku otrzymał Nagrodę Praw Człowieka im. Roberta F. Kennedy’ego. 25 czerwca 1990, za zgodą władz chińskich, wyjechał do Stanów Zjednoczonych, gdzie spędził ostatnie lata życia, pracując na Uniwersytecie Arizony.